# Dennis Hopson
Pour les articles homonymes, voir Hopson.
Dennis Hopson, né le 22 avril 1965 à Toledo, dans l'Ohio, est un joueur et entraîneur américain de basket-ball. Il évolue durant sa carrière aux postes d'arrière et d'ailier.

## Palmarès
- Champion NBA en 1991.